# Hoplistomerus pegos
Hoplistomerus pegos är en tvåvingeart som beskrevs av Jason Gilbert Hayden Londt 2007. Hoplistomerus pegos ingår i släktet Hoplistomerus och familjen rovflugor.
Artens utbredningsområde är Somalia. Inga underarter finns listade i Catalogue of Life.